# 릴리언 포터
릴리언 포터(Lillian Porter, 1917년 2월 24일 ~ 1997년 2월 1일)는 미국의 배우, 텔레비전 배우, 영화배우이다.

## 영화
- 핀 업 걸 (1944년)
- 스윗 로지 오그래디 (1943년)
- 오케스트라 와이브즈 (1942년)
- 송 오브 더 아일런즈 (1942년)
- 댓 나잇 인 리오 (1941년)
- 선 밸리 세레나데 (1941년)
- 독수리는 다시 난다 (1941년)
- 틴 팬 앨리 (1940년)
- 세컨드 피들 (1939년)
- 삼총사 (1939년)
- 원 인 어 밀리언 (1936년)